# Khoang ngực

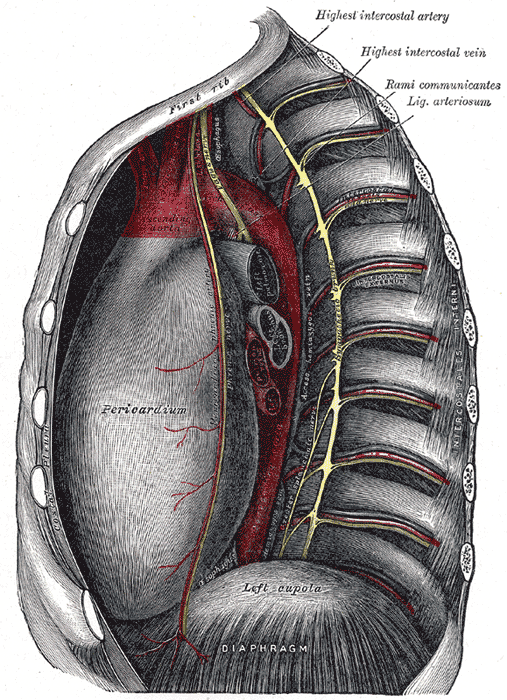
Mặt cắt đứng dọc qua trung thất, cơ hoành phía dưới tim.

Khoang ngực (hay ổ ngực, tiếng Anh: thoracic cavity, tiếng Pháp: la cavité thoracique humaine) là khoang nằm trong cơ thể của động vật có xương sống, được bảo vệ bởi thành ngực (lồng ngực, da, cơ và mạc liên quan). Khoang nằm giữa khoang ngực được gọi là trung thất. Có hai lỗ mở của khoang ngực, lỗ ngực trên và lỗ ngực dưới.
Khoang ngực chứa các sợi gân giống hệ tuần hoàn, có thể bị tổn thương do chấn thương vùng lưng, chấn thương cột sống hoặc chấn thương vùng cổ.

## Kết cấu
Các cấu trúc trong khoang ngực bao gồm các thành phần như sau:
- Hệ tuần hoàn: tim và các mạch lớn (động mạch chủ ngực, động mạch phổi và tất cả các nhánh của nó, tĩnh mạch chủ trên và dưới, tĩnh mạch phổi và tĩnh mạch đơn
- Hệ hô hấp: cơ hoành, khí quản, phế quản và phổi [1]
- Hệ tiêu hóa: thực quản
- Tuyến nội tiết: tuyến ức
- Hệ thần kinh: đôi dây thần kinh lang thang, chuỗi giao cảm cạnh sống
- Bạch huyết: ống ngực.

Khoang ngực chứa ba khoang tiềm năng được đệm bằng trung biểu mô: hai khoang màng phổi ở hai bên và khoang màng ngoài tim.

## Ý nghĩa lâm sàng
Nếu khoang màng phổi bị hở do các tác động từ bên ngoài như vết thương do đạn hoặc vết dao, có thể dẫn đến tràn khí màng phổi. Nếu không khí chui vào khoang quá lớn, một hoặc cả hai phổi không thể nở ra để hô hấp được, bệnh nhân cần được cấp cứu ngay lập tức.

## Hình ảnh

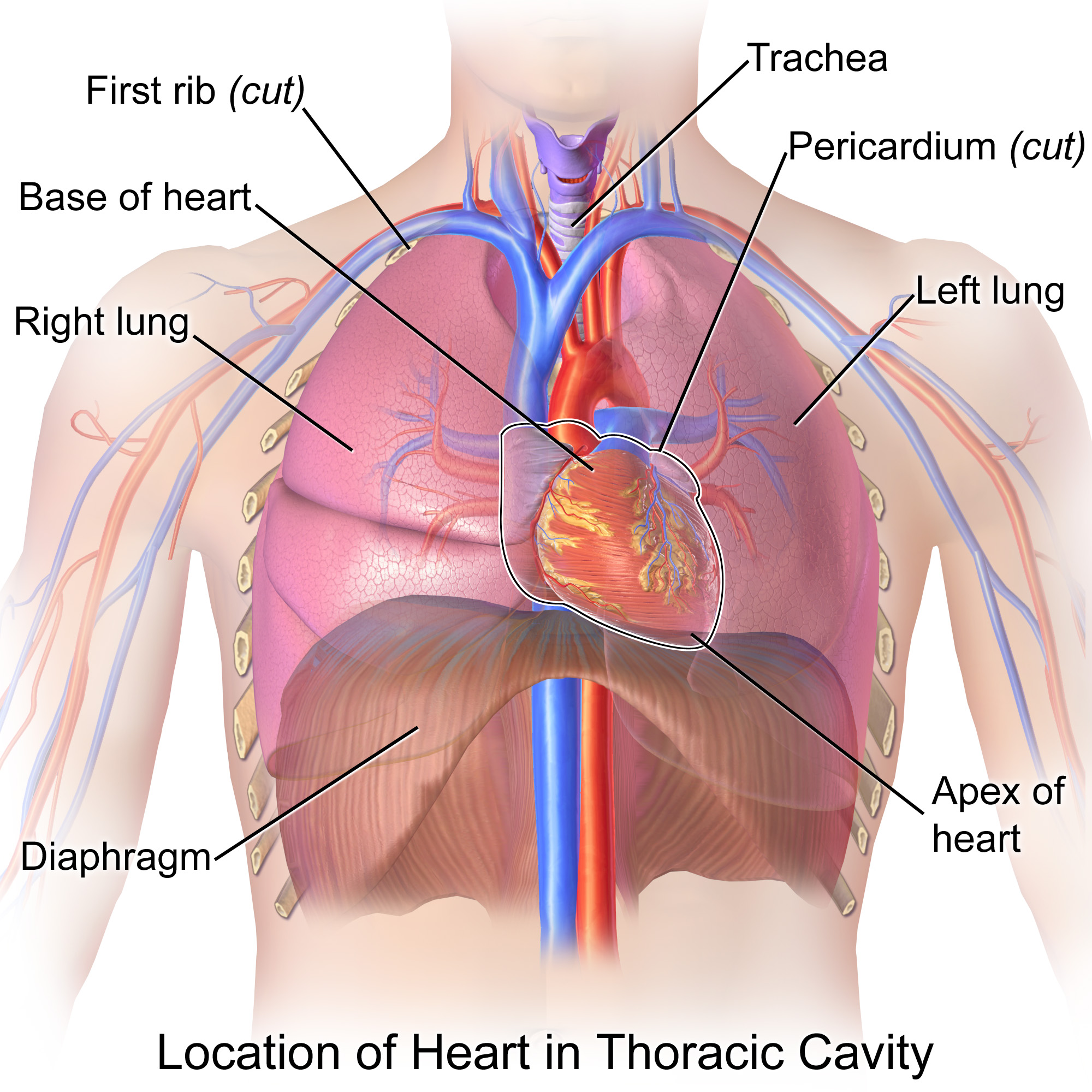
Vị trí tim trong khoang ngực
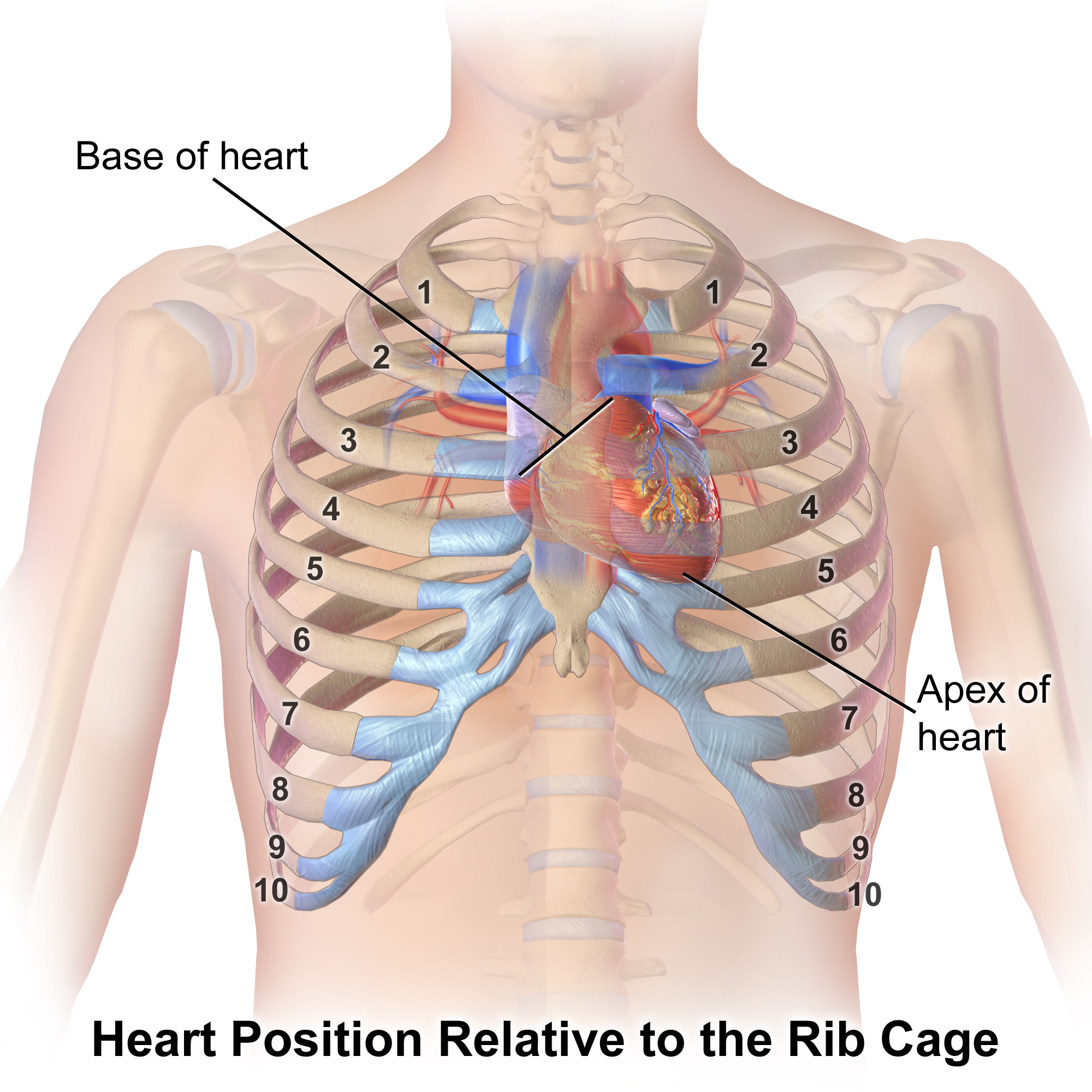
Minh họa vị trí của tim liên quan đến lồng ngực